# (9515) Dubner
(9515) Dubner es un asteroide perteneciente al cinturón de asteroides, descubierto el 5 de septiembre de 1975 por Mario Reynaldo Cesco desde el Complejo Astronómico El Leoncito, San Juan, Argentina.

## Designación y nombre
Designado provisionalmente como 1975 RA2. Fue nombrado Dubner en honor a la astrónoma argentina Gloria Mabel Dubner ha llevado a cabo la mayor parte de su labor profesional en el Instituto Argentino de Radioastronomía y en el Instituto Argentino de Astronomía y Física. Su principal campo de investigación es remanentes de supernova, un área a la que ha contribuido con más de 120 artículos publicados.

## Características orbitales
Dubner está situado a una distancia media del Sol de 2,422 ua, pudiendo alejarse hasta 2,968 ua y acercarse hasta 1,876 ua. Su excentricidad es 0,225 y la inclinación orbital 23,72 grados. Emplea 1377 días en completar una órbita alrededor del Sol.

## Características físicas
La magnitud absoluta de Dubner es 13. Tiene 11,74 km de diámetro y su albedo se estima en 0,0738.